# Бум (посёлок)
Бум (азерб. Bum) — третий по численности населённый пункт и муниципальный центр в Габалинском районе Азербайджана. Образует одноимённый муниципалитет. Статус посёлка получен в 2005 году.

## Этимология
Топоним имеет тюркское происхождение. На древнетюркских языках слово «бум» означало широкая долина (впадина).

## География
Расположен у подножий Кавказских гор на реке Бумчай в 7 км к северо-западу от районного центра Габалы.

## История
Как отмечает И. Кузнецов, к моменту прихода русских на Кавказ в селе проживали семьи мусульман, осознающих себя уже азербайджанцами, но ещё помнящих удинский язык. Основная масса удин как и большинство остального аборигенного населения Азербайджана, вошла в состав азербайджанского народа.
В одном из документальных источников того времени «Описание Шекинской провинции, составленное в 1819 году, по распоряжению главноуправляющего в Грузии Ермолова, генерал-майором Ахвердовым и статским советником Могилёвским», приводятся данные о «татарской» деревне Бум Бумского магала управляемой родовым беком.
По данным середины XIX века село Бумъ Кабалинского магала Шемахинской губернии было населено «татарами»-суннитами, под которыми подразумевались азербайджанцы, разговаривавшие на азербайджанском языке.
Согласно сведениям по камеральному описанию 1874 года население Бума (в источнике Бумъ) состояло из 1208 «татар» (азербайджанцев), которые являлись мусульманами-суннитами.
В начале XX века также упоминается «татарское» (азербайджанское) село Бумъ с населением 1803 человек в Кавказском календаре за 1910 год.
В результате продолжительных селей на реке Бумчай, произошедших в августе 1899 года, село Бум было разрушено.
В 1983 году в посёлке было построено здание средней школы.

## Население
По Азербайджанской сельскохозяйственной переписи 1921 года Бум населяли 1813 человек (393 хозяйств), преимущественно тюрки-азербайджанцы (азербайджанцы).
В материалах издания «Административное деление АССР», подготовленных в 1933 году Управлением народно-хозяйственным учётом Азербайджанской ССР (АзНХУ), по состоянию на 1 января 1933 года Бум являлся центром одноимённого сельсовета Куткашенского района Азербайджанской ССР. В селе на то время проживало 1208 человек (321 хозяйство). Национальный состав Бумского сельсовета, состоял преимущественно из тюрок (азербайджанцев) — 98,7%.
По данным конца 1970-х годов в селе Бум проживало 3808 человек. Имелись средняя школа, дом культуры, библиотека, больница. 
Население занималось животноводством, садоводством, табаководством.
По переписи 2009 года численность населения посёлка составляла 4962 человек.
В поселке в небольшом числе проживают также и лезгины, составлявшие 1,0% по данным на 1970 год.

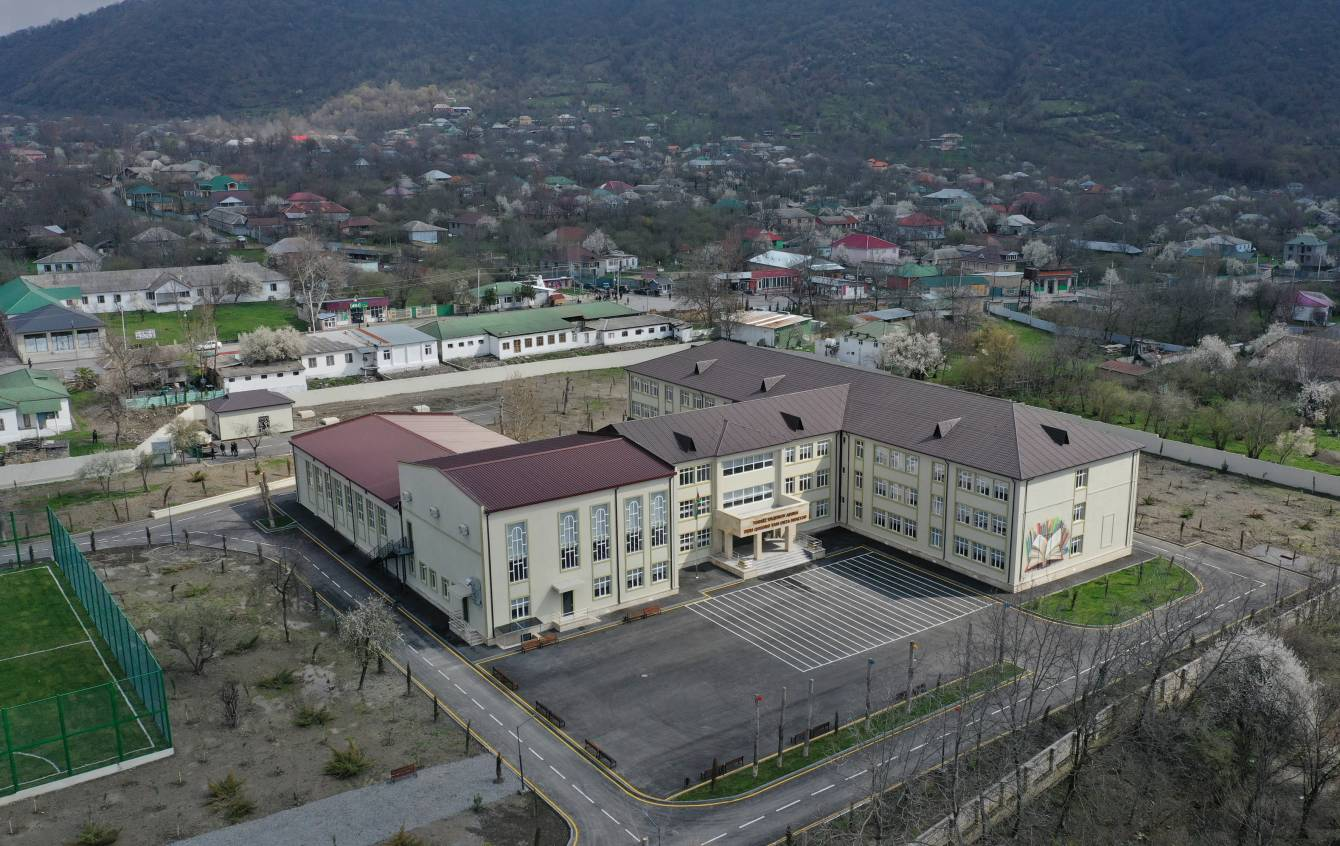
Средняя школа пос. Бум 9 апреля 2024

## Инфраструктура
9 апреля 2024 года в посёлке открыта новая школа им. Тебриза Ягубова на 624 ученических места.

## Достопримечательности
В посёлке находится старинная Джума-мечеть, построенная в 1885 году. В советское время использовалась под колхозный склад. На фасадах мечети имеются врезные надписи на арабском, персидском, азербайджанском языках. Арабоязычная надпись гласит: «Скажи, каждый поступает по своему. Аллах по достоинству моему оценил меня, и доверил. Высекал ее (надпись) Мулла Хаджи муаззин, 1304».
В Буме располагаются, один из первых очагов христианской религии — Кильседагский храм и архитектурный памятник «Говургала» XVIII века.
Также издавна известны Бумские минеральные источники. Температура источников достигает 39 градусов по Цельсию. Окружающее население использует их в лечебных целях.

## Известные уроженцы
Уроженцами посёлка Бум являются Ширинов Сахиль — участник Четырёхдневной войны, лейтенант азербайджанской армии, шахид а также Рамин Хусейн оглы Мамедов — публицист, журналист, отставной майор полиции, участник Первой карабахской войны и подавления сепаратистского мятежа на юге Азербайджанской республики.